# Erigonella
Erigonella es un género de arañas araneomorfas de la familia Linyphiidae. Se encuentra en la zona holártica.

## Lista de especies
Según The World Spider Catalog 12.0:
- Erigonella groenlandica Strand, 1905
- Erigonella hiemalis (Blackwall, 1841)
- Erigonella ignobilis (O. Pickard-Cambridge, 1871)
- Erigonella stubbei Heimer, 1987
- Erigonella subelevata (L. Koch, 1869)